# Maguzawa
Maguzawa son pueblos hausas que todavía mantienen y practican algunos elementos de las religiones tradicionales preislámicas que existían en Kano y Katsina, ciudades del norte de Nigeria. La mayor parte de esta población se puede encontrar en las zonas rurales cercanas a Kano y Katsina. Se les reconoce por tener escarificaciones faciales similares a las de los primeros gobernantes de Kano y Katsina bajo el linaje Kutumbawa. En términos culturales, solo existen dos diferencias apreciables entre los hausas musulmanes y los Maguzawa: su organización religiosa y social.

## Sociedad
La agricultura fue la principal actividad de los Maguzawas, quedando el cuidado del ganado a cargo de los fulani. Durante la temporada seca, cuando la actividad agrícola decae, los hombres se dedican al teñido, el trabajo del hierro y la cestería. Las mujeres Maguzawa son conocidas por mostrar una posición independiente en la actividad económica, en contraste con la cultura del harem importada presente en muchos otros hogares. Muchas esposas y esclavas se dedicaban al comercio y utilizaban sus beneficios para comprar ropa para ellas y sus hijos. En términos de organización sociopolítica, la mayor parte de las comunidades Maguzawa están formadas por unidades dispersas y como sus contrapartes hausas están dirigidas por un Sarki. No obstante, una comunidad Maguzawa típica suele tener tres líderes culturales patrilineales. El Sarki Noma, que es el cabeza de la agricultura, el Sarki Arna conocido como el cabeza de los paganos y el Sarki Dawa, el cabeza del monte. Los últimos dos cabezas o Sarkis comparten el mismo poder.

## Religión
La religión Maguzawa se mueve en torno a un número infinito de espíritus o iskoki (en singular - iska) en lengua hausa. Este término se traduce literalmente como 'vientos'. Existen alrededor de 3.000 iskoki en la religión. Sin embargo, el dominio del Islam en la región ha diluido el significado original de estos espíritus con la imposición del canon musulmán, y se les conoce hoy también como Al-Jannu (en singular Jinn), también conocidos como el occidental 'genio'.

### Seis espíritus principales
| Nombre                                 | Relación                | Características                                           | Enfermedades infligidas |
| -------------------------------------- | ----------------------- | --------------------------------------------------------- | ----------------------- |
| Sarkin Aljan                           | Marido de Mai'iyali     | Un espíritu negro; rey de todos los espíritus             | Dolor de cabeza         |
| Mai'iyali "posesor de una familia"     | Wife of Sarkin 'Aljan   | Tiene una larga vestimenta en la que se lleva a los niños | Ninguna                 |
| Waziri "vizier"                        | Vizier de Sarkin 'Aljan | Distribuye los regalos de Sarkin 'Aljan entre la gente    | Ninguna                 |
| Babban Maza "grande entre los hombres" | Marido de Inna          | Utiliza un mortero                                        | Pérdida del alma        |
| Manzo "mensajero"                      | Hijo de Babban Maza     | Un perro peludo que devora almas                          | Pérdida del alma        |
| Bagiro                                 | Hijo de Babban Maza;    | Devora almas                                              | Pérdida del alma        |